# Melanotrichia hwangi
Melanotrichia hwangi är en nattsländeart som först beskrevs av Ross 1949.  Melanotrichia hwangi ingår i släktet Melanotrichia och familjen Xiphocentronidae. Inga underarter finns listade i Catalogue of Life.